# Ceratozetella thienemanni
Ceratozetella thienemanni är en kvalsterart som först beskrevs av Rainer Willmann 1943.  Ceratozetella thienemanni ingår i släktet Ceratozetella och familjen Ceratozetidae. Arten är reproducerande i Sverige. Inga underarter finns listade i Catalogue of Life.